# Verne Troyer
Pour les articles homonymes, voir Troyer.
Vernon Jay Troyer, dit Verne Troyer, né le 1er janvier 1969 à Sturgis dans le Michigan et mort le 21 avril 2018 à Los Angeles (Californie), est un acteur américain.
Atteint de nanisme, il mesure 81 centimètres. Selon le Livre Guinness des records, il est le plus petit acteur professionnel connu. Souvent pris pour jouer des rôles de nains, gnomes ou petites créatures, il est principalement connu du grand public pour avoir incarné Mini-Moi (Mini-Me en anglais) dans la série de films Austin Powers.

## Biographie
Verne Troyer est né à Sturgis dans le Michigan. Ses parents sont Susan Troyer, ouvrière, et Reuben Troyer, technicien réparateur; il a une sœur, Deborah, et un frère, Davon. Troyer est élevé par ses parents dans la foi Amish, avant que ces derniers n'y renoncent. Pendant son enfance, il rend régulièrement visite à ses cousins amish dans la ville de Centreville.

### Carrière
Ses rôles et son emploi reposent principalement sur sa taille exceptionnellement petite. Un de ses rôles les plus célèbres est ainsi celui de Mini-Moi dans les deuxième et troisième films de la série Austin Powers. Il joue également dans la série télévisée Shasta et apparaît dans des publicités.
En 2009, il participe à Celebrity Big Brother au côté de Coolio, La Toya Jackson, Mutya Buena, Lucy Pinder ou encore Tommy Sheridan. Il termine finaliste de l'aventure. 
Il est le présentateur invité de WWE Raw le 30 novembre 2009.
Il possède également une chaîne YouTube, où il s'entretient avec ses fans et détaille sa vie.
Il est acteur dans la saga Harry Potter, il interpréte le gobelin principal de la banque dans le chemin de traverse.

### Vie privée
Troyer mesure 81 centimètres. Son nanisme est dû à une chondrodysplasie métaphysaire de McKusick ou « hypoplasie cartilage-cheveux ».
Au début des années 2000, Troyer est en couple avec le mannequin et playmate Genevieve Gallen (alias Genevieve Gowman). Le couple attire l'attention de la presse de par la célébrité de Troyer et la différence de taille entre les deux amants (selon les sources, Gallen mesurait 167 ou 187 centimètres).
En 2004, la presse rapporte que Troyer et Gallen se sont mariés, mais Troyer fait une demande d'annulation de mariage peu de temps après,. Son avocat avance que le couple ne projetait pas de se marier dans l'immédiat et que le mariage avait été falsifié par Gallen. Plus tard, le couple se sépare.
Il se met ensuite en couple avec l'actrice Ranae Shrider. En 2008, il attaque en justice le site Internet à scandale TMZ.com pour non-respect de la vie privée après la publication d'une sextape le mettant en scène avec Shrider.
Après s'être séparé de Shrider, il rencontre l'actrice allemande Brittney Powell, avec qui il reste en couple jusqu'à sa mort.

### Mort
Le 21 avril 2018, Verne Troyer est admis à l'hôpital à Los Angeles en Californie, où il est déclaré mort ; il a 49 ans,. Si les causes de sa mort n'ont pas été immédiatement précisées, il avait déjà été hospitalisé au début du mois et luttait depuis plusieurs années contre l'alcoolisme, ayant été précédemment admis en cure de désintoxication. D'après un communiqué publié par ses proches, il souffrait également de dépression. Le 10 octobre, le bureau du médecin légiste du comté de Los Angeles certifie qu'il s'agit d'un suicide par intoxication alcoolique.

## Filmographie

### Cinéma
- 1994 : Bébé part en vadrouille : la forme de Bébé Bink
- 1996 : La Revanche de Pinocchio : doublure de Pinocchio
- 1997 : Men in Black : fils extra-terrestre
- 1997 : Wishmaster : créature Stage n° 1
- 1998 : Le Géant et moi (My Giant) : catcheur
- 1998 : Las Vegas Parano (Fear and Loathing in Las Vegas) : petit serveur
- 1998 : The Wacky Adventures of Ronald McDonald: Scared Silly (vidéo) : Sundae
- 1998 : Mon ami Joe (Mighty Joe Young) : Baby Joe
- 1999 : Here Lies Lonely : Virgil
- 1999 : Instinct : Gorilla Performer
- 1999 : Austin Powers 2 : L'Espion qui m'a tirée (Austin Powers: The Spy Who Shagged Me) : Mini-Moi
- 2000 : Mission: Imp (vidéo) : Ethan Runt
- 2000 : Bit Players : Marty Rosenthal
- 2000 : Le Grinch (How the Grinch Stole Christmas) : Band Member
- 2001 : Bubble Boy : Dr Phreak
- 2001 : Harry Potter à l'école des sorciers (Harry Potter and the Sorcerer's Stone) : Gripsec
- 2002 : Sale fric (Run for the Money) : Attila
- 2002 : Austin Powers dans Goldmember (Austin Powers in Goldmember) : Mini-Moi
- 2008 : Le Gourou de l'amour (The Love Guru) : Coach Punch Cherkov
- 2008 : Postal : dans son propre rôle/ voix de Krotchy
- 2009 : L'Imaginarium du docteur Parnassus : Percy

### Télévision
- 1999 : Shasta Mc Nasty (série télévisée): Verne
- 2000 : Jack, le vengeur masqué (série télévisée) : Napoléon Bonaparte
- 2003 : Boston Public (série télévisée) Taylor Prentice
- 2004 : Karroll's Christmas (TV) : Spike
- 2008 : Wife Swap (série télévisée), saison 4, épisode 2
- 2013 : Legit (série télévisée), saison 1, épisode 11
- Publicités : Apple (2003), World of Warcraft (2007)